# Finska bibelsällskapet
Finska bibelsällskapet är Finlands äldsta religiösa sammanslutning, som grundades 1812 i Helsingfors av skotten John Paterson. Bland övriga initiativtagare märks Jacob Tengström.
Sällskapet erhöll till en början understöd av Brittiska och utländska bibelsällskapet i London. Finska bibelsällskapet har filialer runtom i landet och arbetar för spridning av Bibeln i Finland och deltar sedan 1966 i samverkan med United Bible Societies i den internationella bibelmissionen, bland annat i Afrika och Asien. 
Finska bibelsällskapet är sedan 1946 medlem av United Bible Societies.